# حركات أرضية (جمباز)

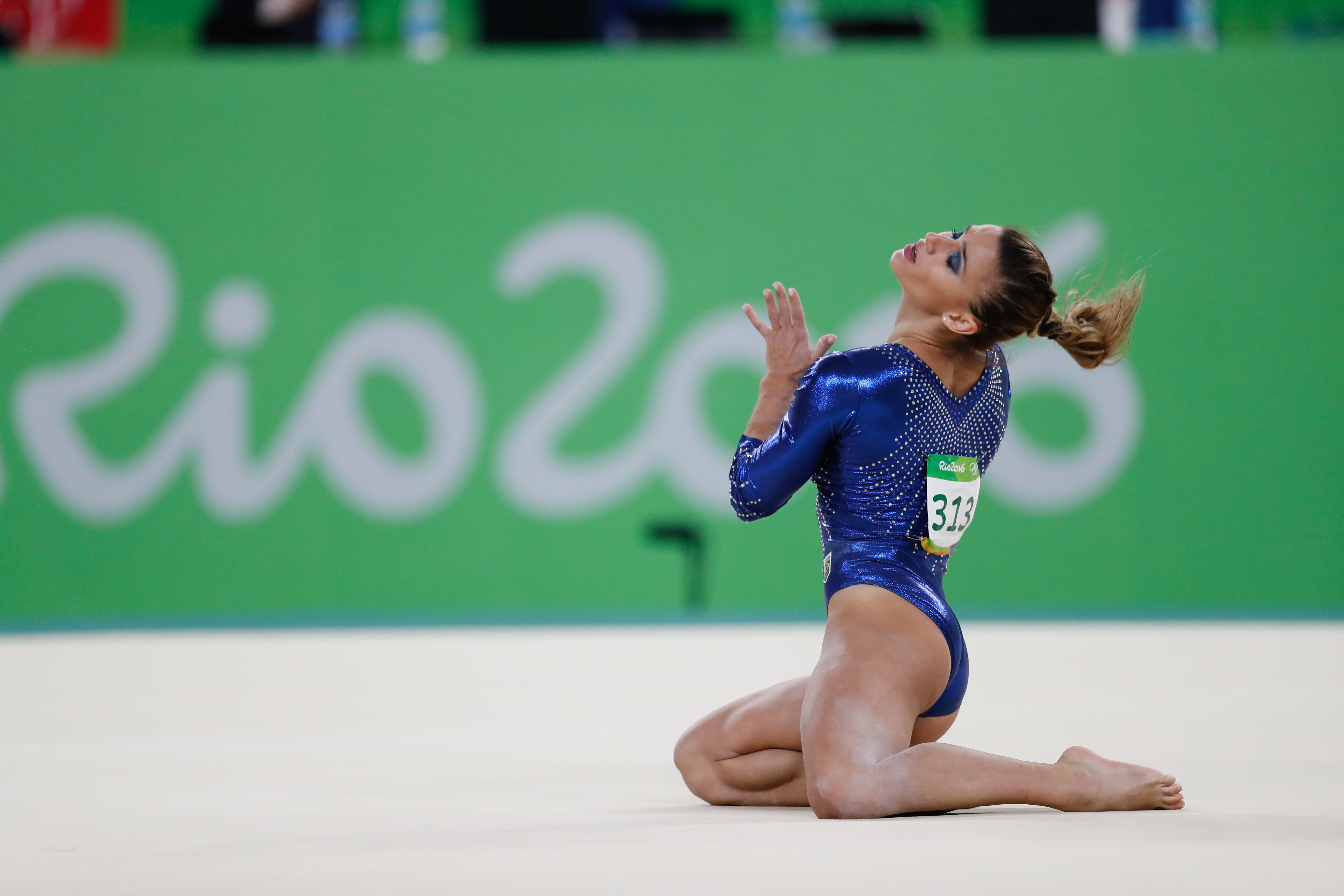
مشاركة في ألعاب الجمباز في الدورة الأولمبية 2016

الحركات الأرضية أحد أجهزة وألعاب الجمباز الفني ، يؤدي اللاعب حركاته على بساط ارضي مساحته 12 م x 12 م بدون مصاحبة موسيقية تتصف بالقوة والمرونة والتوازن وكذلك تحتوي على حركات مربوطة مثل القلبات الهوائية الأمامية والخلفية والجانبية ، الوقوف على اليدين ، حركات اللف حول المحور الطولي مع حركات تعبيرية جمالية ويجب أن تنفذ هذه الحركات على كامل مساحة البساط بفترة زمنية لا تزيد عن 70 ثانية.